# Giro del Trentino 2008
Der 32. Giro del Trentino ist ein Rad-Etappenrennen, das vom 22. bis zum 25. April 2008 stattfand. Es wurde in vier Etappen über eine Distanz von 539,3 Kilometern ausgetragen. Das Rennen war Teil der UCI Europe Tour 2008 und dort in die Kategorie 2.1 eingestuft.

## Etappen
| Etappe    | Tag       | Start – Ziel                         | km         | Etappensieger       | Führender           |
| --------- | --------- | ------------------------------------ | ---------- | ------------------- | ------------------- |
| 1. Etappe | 22. April | Arco – Riva del Garda                | 9,68 (EZF) | Volodymyr Zagorodny | Volodymyr Zagorodny |
| 2. Etappe | 23. April | Torbole sul Garda – Torri del Benaco | 178        | Stefano Garzelli    | Jure Golčer         |
| 3. Etappe | 24. April | Torri del Benaco – Folgaria          | 173        | Vincenzo Nibali     | Vincenzo Nibali     |
| 4. Etappe | 25. April | Lavarone – Peio Terme                | 178,6      | Stefano Garzelli    | Vincenzo Nibali     |